# Code civil
Code civil je francoski civilni zakonik, ki je izšel leta 1804 in je zajemal celotno civilno pravo, ki ga je ločil od gospodarskega.
Code civil je nastal po francoski revoluciji (1789-1794) in je zelo moderen zakonik. V njem je poudarjena vloga državljana in ne pravne osebe (temu pojmu se zakonik izogiba). Zakonik daje velik poudarek človekovim pravicam in svoboščinam.
Na Slovenskem je bil v veljavi v času Ilirskih provinc, od leta 1809 do 1813.
Štirje uredniki prihajajo iz zelo različnih krajev; to so Portalis in Jacques de Maleville, druga dva pa Bigot de Préameneu in Tronchet. Njihovi nameni so najbolj jasno izraženi v znamenitem uvodnem govoru, ki ga je imel Portalis med predstavitvijo Projekta leta VIII leta 1801. 